# Keurhoed
Een keurhoed of keurvorstenhoed is het hoofddeksel, te vergelijken met een kroon, van een Duits keurvorst. De keurvorsten droegen de gouden, met hermelijn bezette hoeden tijdens plechtigheden. De hoed speelt ook een rol in de heraldiek en de faleristiek.